# Sonate K. 284
Pour la sonate de Mozart, voir Sonate pour piano no 6 de Mozart.
La sonate K. 284 (F.232/L.90) en sol majeur est une œuvre pour clavier du compositeur italien Domenico Scarlatti.

## Présentation
La sonate K. 284 en sol majeur, notée Allegro, est couplée avec la sonate précédente comme une sorte de prélude. C'est un rondo alerte dont le refrain est présenté d'abord en majeur, puis en mineur sur une octave insistante de sol qui sonne comme un bourdon (chose rare chez Scarlatti) de vielle. Tous ces éléments en font une pièce au caractère de danse populaire.

Les sources principales sont le numéro 19 du manuscrit de Venise V (1753) et Parme VII 13. Les autres sources sont Münster V 4a et Vienne A 4a.

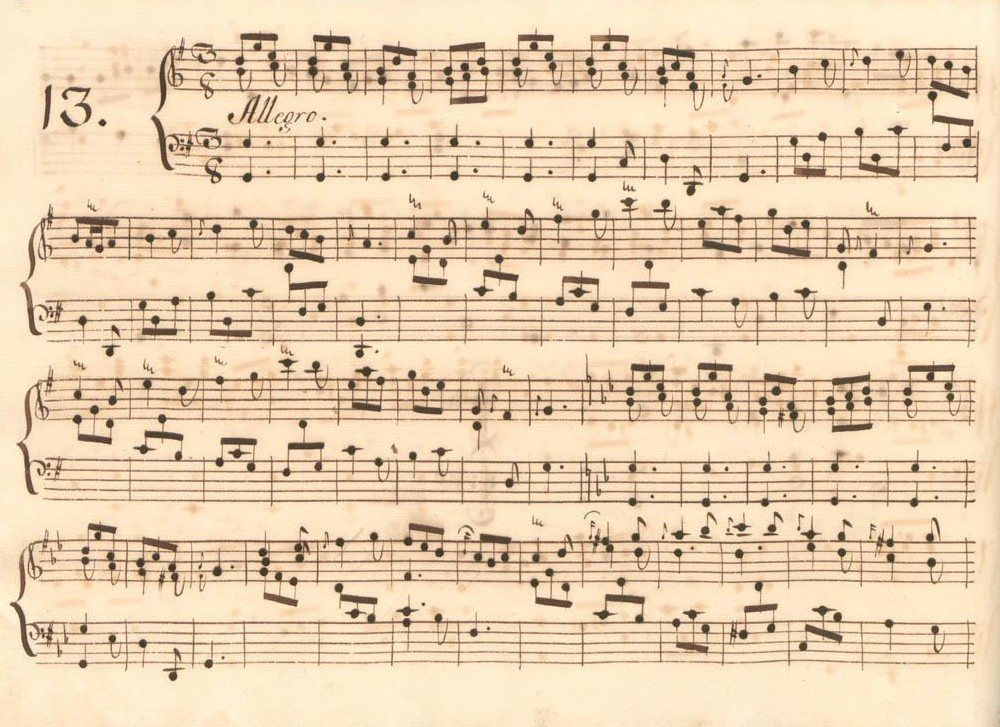
Parme VII 13.
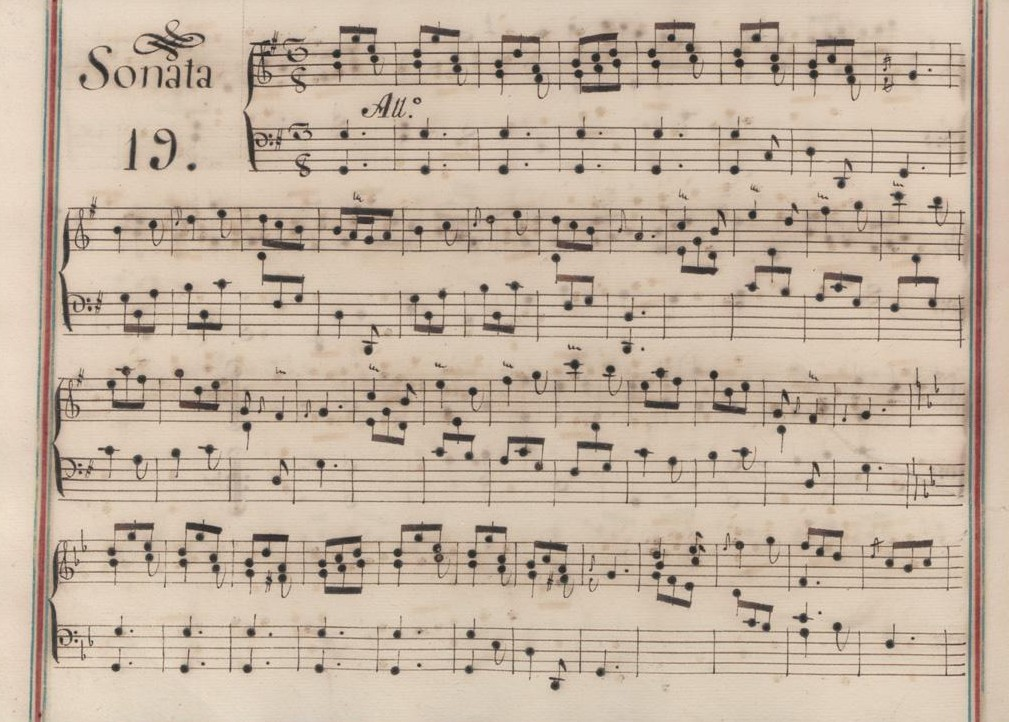
Venise V 19.

## Interprètes
La sonate K. 284 est jouée notamment par les pianistes suivants : Maria Tipo (EMI), György Cziffra (1955, ICA), Mikhaïl Pletnev (Virgin), Benjamin Frith (1999, Naxos, vol. 3) et Carlo Grante (Music & Arts, vol. 3) ; au clavecin, elle est défendue par Scott Ross (1985). À l'orgue, Andrea Marcon l'a enregistrée au sein d'une sélection chez Divox en 1996. Teodoro Anzellotti l'a enregistrée à l'accordéon pour Winter & Winter.

## Sources
: document utilisé comme source pour la rédaction de cet article.
- Ralph Kirkpatrick (trad. de l'anglais par Dennis Collins), Domenico Scarlatti, Paris, Lattès, coll. « Musique et Musiciens », 1982 (1re éd. 1953 (en)), 493 p. (OCLC 954954205, BNF 34689181).
- Alain de Chambure, « Domenico Scarlatti : Intégrale des sonates — Scott Ross », p. 205, Erato (2564-62092-2), 1985 (OCLC 891183737) .